# 22780 Макалпайн
22780 Макалпайн (22780 McAlpine) — астероїд головного поясу, відкритий 20 березня 1999 року.
Тіссеранів параметр щодо Юпітера — 3,622.